# Інезія вохристовола
Іне́зія вохристовола (Inezia caudata) — вид горобцеподібних птахів родини тиранових (Tyrannidae). Мешкає на півночі Південної Америки.

## Опис
Довжина птаха становить 12 см, вага 7-8 г. Верхня частина тіла оливкова, нижня частина тіла жовтувата. Над очима білі "брови".

## Підвиди
Виділяють два підвиди:
- I. c. intermedia Cory, 1913 — північна Колумбія і північна Венесуела;
- I. c. caudata (Salvin, 1897) — центральна Венесуела, Гвіана, Бразилія.

## Поширення і екологія
Вохристоволі інезії поширені в Колумбії, Венесуелі, Гаяні, Французькій Гвіані, Суринамі і Бразилії (на півночі штату Рорайма). Вони живуть в сухих і вологих тропічних лісах, мангрових лісах, в чагарникових заростях і на болотах на висоті до 400 м над рівнем моря.

## Поведінка
Вохристоволі інезії харчуються комахами та павуками. Гніздо чашоподібне, розміщується в розвилці між гілками дерева, на висоті від 2,5 м над землею і вище.